# サロン (民族衣装)

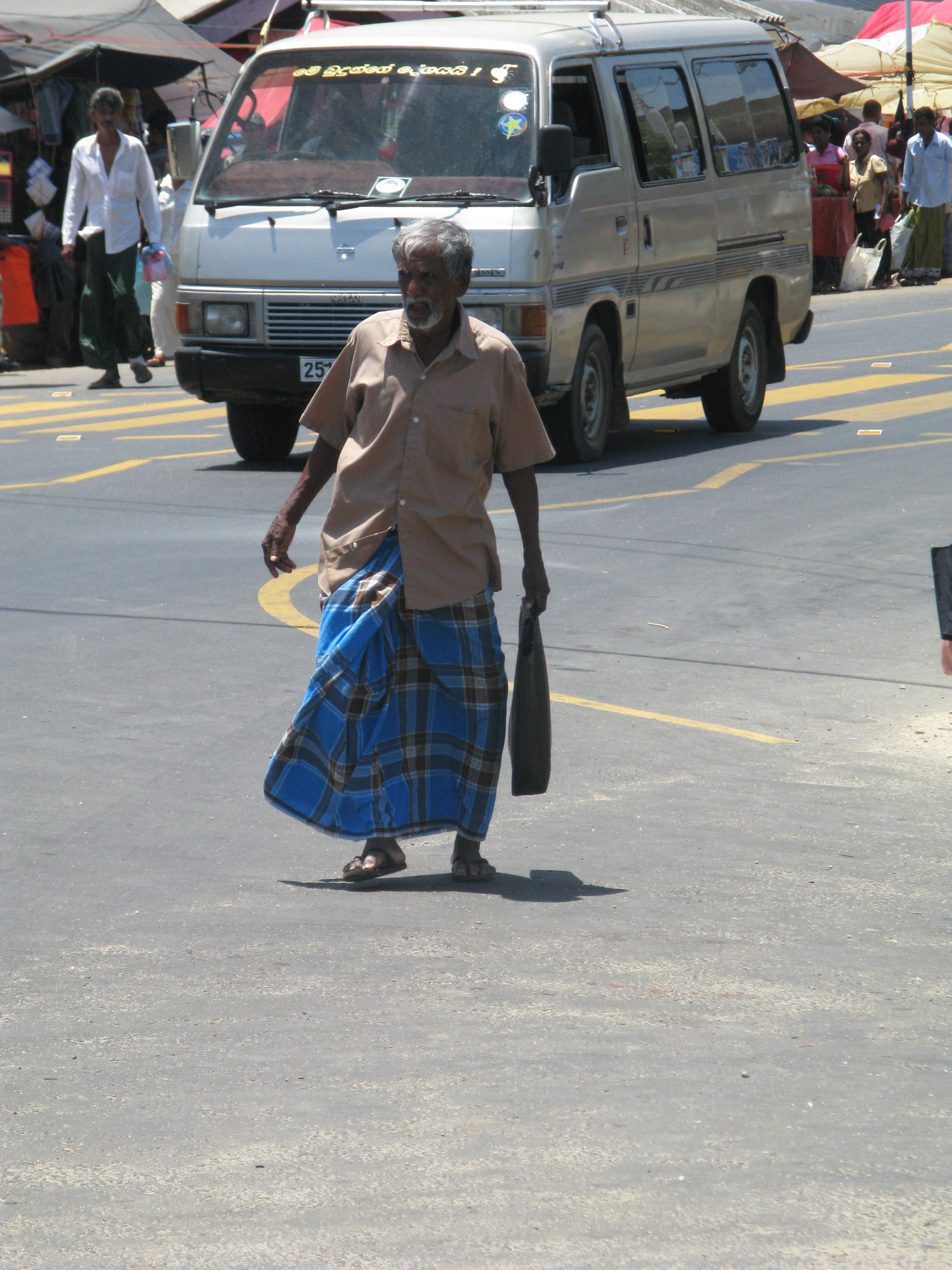
サロンを着用したスリランカ人男性

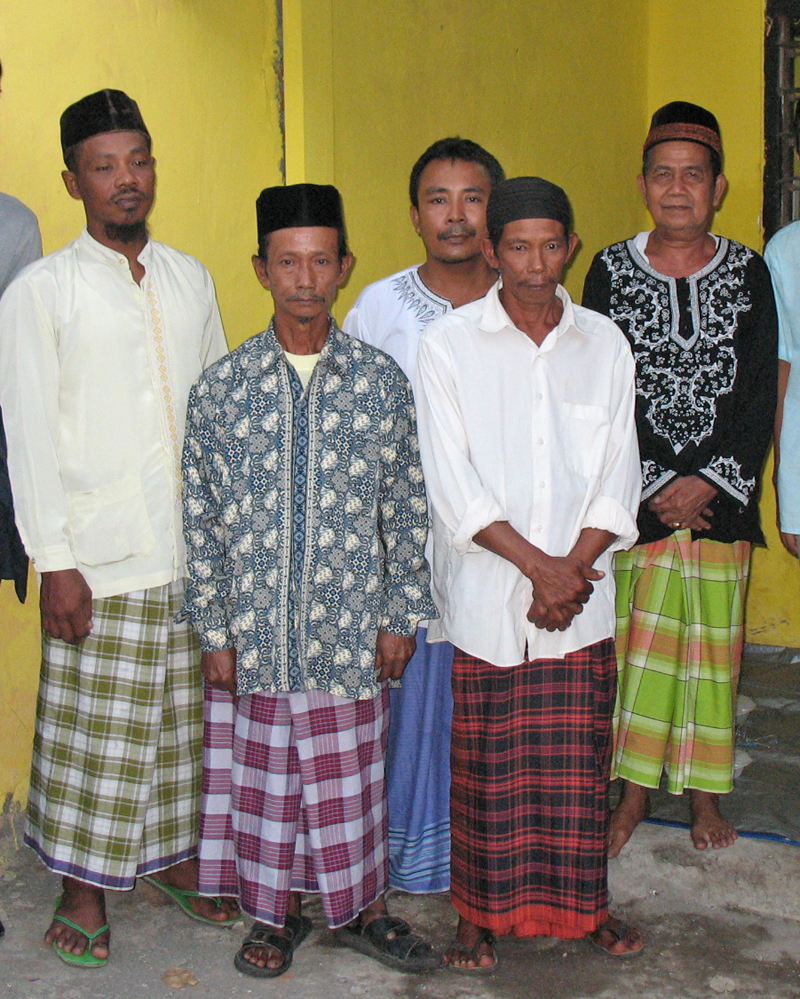
サロンを着用したジャワ島（インドネシア）の人々

サロン (saromb) とは、インドネシアやマレー半島の男性が用いるロングスカート状の腰布の一種で、平常着として使う。
マレー語名のサロン (saromb) はもともと「袋」を意味し、長さが2～4メートル幅は約1.8メートルの布を筒状に縫って身に着けることからその名で呼ばれる。熱帯の気候に適用した機能的な涼しい服装で、風土に合っているため現在でも着用する人が多い。また現地のリゾートホテルなど観光客向けの業種では制服として採用することもある。
多くは木綿地でバティック染めやイヌットと呼ばれる独特の絣などで多彩な文様を染め出す美しいもの。スカートのように筒の中に足を通して着装し、余りの布地を畳み込んで腰に挟む。布地のたたみ方に個人の趣味が現れ、着装者は思い思いに美しいひだを形作る。礼装として使用する場合染め模様や布地などで格式をあらわす。
ケバヤ（クバヤ）（インドネシア語ではペリッシュ）は女性の着る前開きの細身の下着のこと。熱帯の気候に合わせて上質のレースで涼しげに仕立てる。
細長い布は誇りであり、インド29州の豊かな多様性を示す象徴的存在になっている。

## 地域バリエーション
- ルンギー